# Musa Murtazin
Musa Łutowicz Murtazin (ros. Муса Лутович Муртазин, ur. 8 lutego?/20 lutego 1891 we wsi Kuczukowo w guberni orenburskiej, zm. 27 września 1937 w Moskwie) – baszkirski i radziecki wojskowy i polityk, kombrig, przewodniczący Centralnego Komitetu Wykonawczego (CIK) Baszkirskiej ASRR (1921–1922).

## Życiorys
W latach 1912–1917 służył w rosyjskiej armii, w lutym-marcu 1918 był członkiem Tymczasowej Rewolucyjnej Rady Baszkirii, od 1918 do lutego 1919 żołnierz baszkirskiej armii, w lutym-marcu 1919 dowódca brygady Armii Czerwonej. Od marca do sierpnia 1919 dowódca Baszkirskiej Brygady Kawaleryjskiej w armii adm. Kołczaka, od sierpnia 1919 dowódca samodzielnej brygady kawalerii 1 Armii, później grupy kawaleryjskiej 12 Armii, 1920–1921 wojskowy komisarz Baszkirskiej ASRR. Od 1920 członek RKP(b), od maja 1921 do lutego 1922 przewodniczący CIK Baszkirskiej ASRR, od marca 1922 do 1923 studiował w Moskiewskiej Wyższej Szkole Wojskowo-Pedagogicznej, a od września 1923 do 1927 w Wojskowej Akademii Armii Czerwonej im. Frunzego. Później był dowódcą 3 Brygady Kawaleryjskiej 11 Dywizji Kawaleryjskiej, zastępcą szefa sektora ds. kadr kawalerii Armii Czerwonej i szefem Oddziału 2 Wydziału Uzupełniania Kadr Kawalerii Ludowego Komisariatu Obrony ZSRR, od 2 grudnia 1935 w stopniu kombriga. Odznaczony dwoma Orderami Czerwonego Sztandaru (m.in. w 1920).
31 maja 1937 aresztowany, następnie skazany na śmierć i rozstrzelany. W 1957 pośmiertnie zrehabilitowany.